# Зелёный (Белгородская область)
Зелёный — хутор в Прохоровском районе Белгородской области. Входит в состав Призначенского сельского поселения.

## География
Находится в северной части Белгородской области, в лесостепной зоне, в пределах юго-западного склона Среднерусской возвышенности, к югу от автодороги М2, на расстоянии примерно 3 километров (по прямой) к востоку от Прохоровки, административного центра района. Абсолютная высота — 235 метров над уровнем моря.

## История
Временем основания хутора принято считать конец  XIX века. Свое название он получил от местности расположения - стоящего неподалеку Зеленого кургана.
В 1932 году хутор входил в  Красненский сельский Совет и в нем проживало около двухсот жителей. В 1950-х годах был переведен в Призначенский сельсовет того же Прохоровского района. Со временем хутор покидало все большее количество человек и к 1979 году в нем проживало всего 23 жителя, а к 1990-м годам около 7 человек.
Хутор входил в состав колхоза «20 лет Октября», который в 50-х годах объединили в укрупненный колхоз имени Димитрова.
В 20- х годах XX века на хуторе работала школа.
В 1966 году вследствии решения Белгородского областного Совета депутатов трудящихся произошло прекращение существования некоторых населенных пунктов (от 1 декабря 1966 года № 630 «Об исключении из учета некоторых населенных пунктов области»), с этого времени к хутору Зеленый  присоединили хутор Хламов.

### Климат
Климат характеризуется как умеренно континентальный, с относительно мягкой зимой и тёплым продолжительным летом. Среднегодовая температура воздуха — 5,4 °C. Средняя температура воздуха самого холодного месяца (января) — −9,2 °C; самого тёплого месяца (июля) — 16,4 — 24,3 °C. Безморозный период длится в среднем 155—160 дней. Годовое количество атмосферных осадков — 527—595 мм, из которых большая часть выпадает в тёплый период.

### Часовой пояс
Хутор Зелёный как и вся Белгородская область, находится в часовой зоне МСК (московское время). Смещение применяемого времени относительно UTC составляет +3:00.

## Население
| 2002 | 2010 |
| ---- | ---- |
| 4    | ↘0   |

### Национальный состав
Согласно результатам переписи 2002 года, в национальной структуре населения русские составляли 100 %.